# 1832 az irodalomban
Az 1832. év az irodalomban.

## Megjelent új művek
- Honoré de Balzac művei:

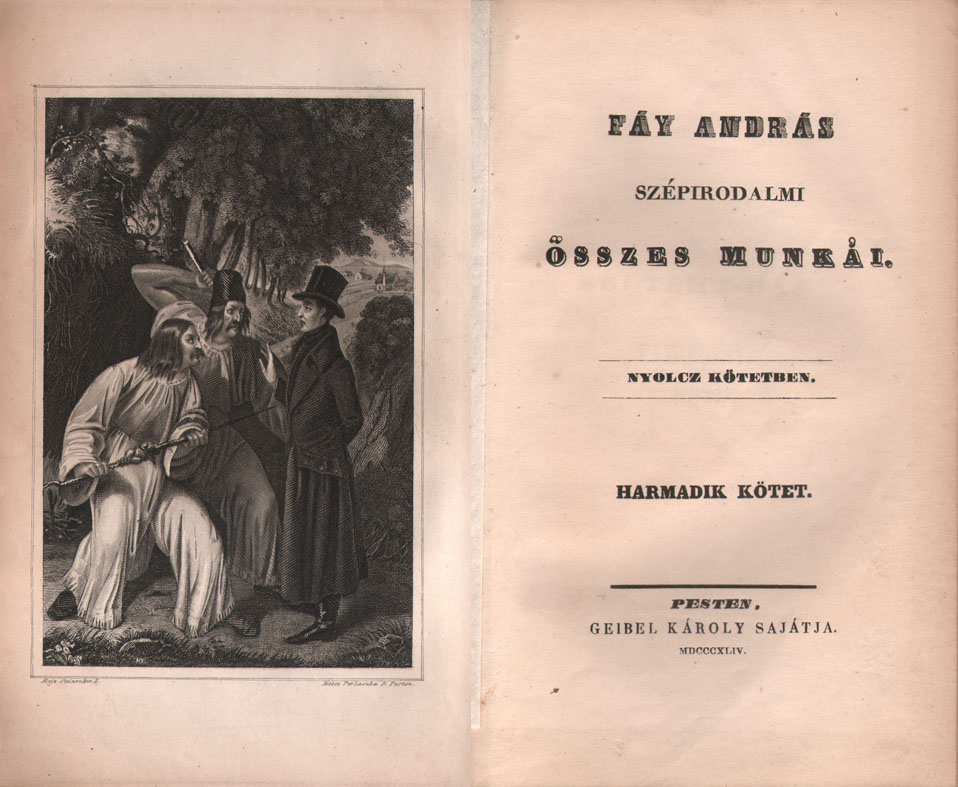
A Bélteky-ház 1844. évi kiadásának harmadik kötete

  - Chabert ezredes (Le Colonel Chabert)
  - A toursi plébános (Le Curé de Tours)
- George Sand regényei:
  - Indiana
  - Valentine
- Nyikolaj Gogol novellagyűjteményének második kötete: Esték egy gyikanykai tanyán (Вечера на хуторе близ Диканьки)
- Eduard Mörike első publikált műve, a Maler Nolten (Nolten festő) című regény

### Költészet

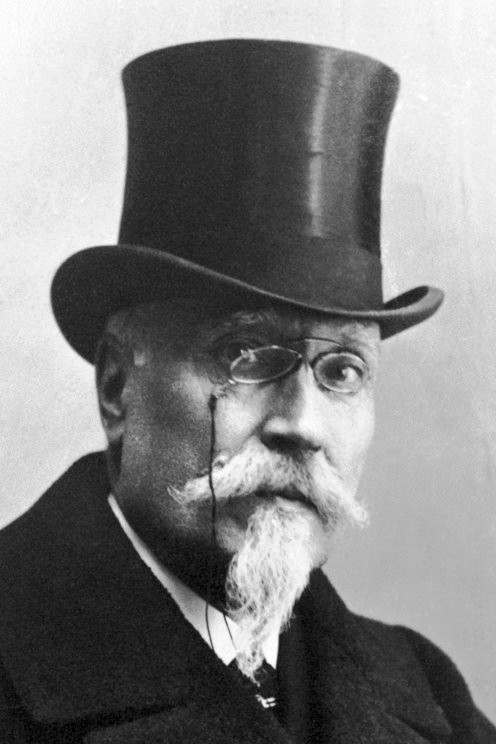
José Echegaray

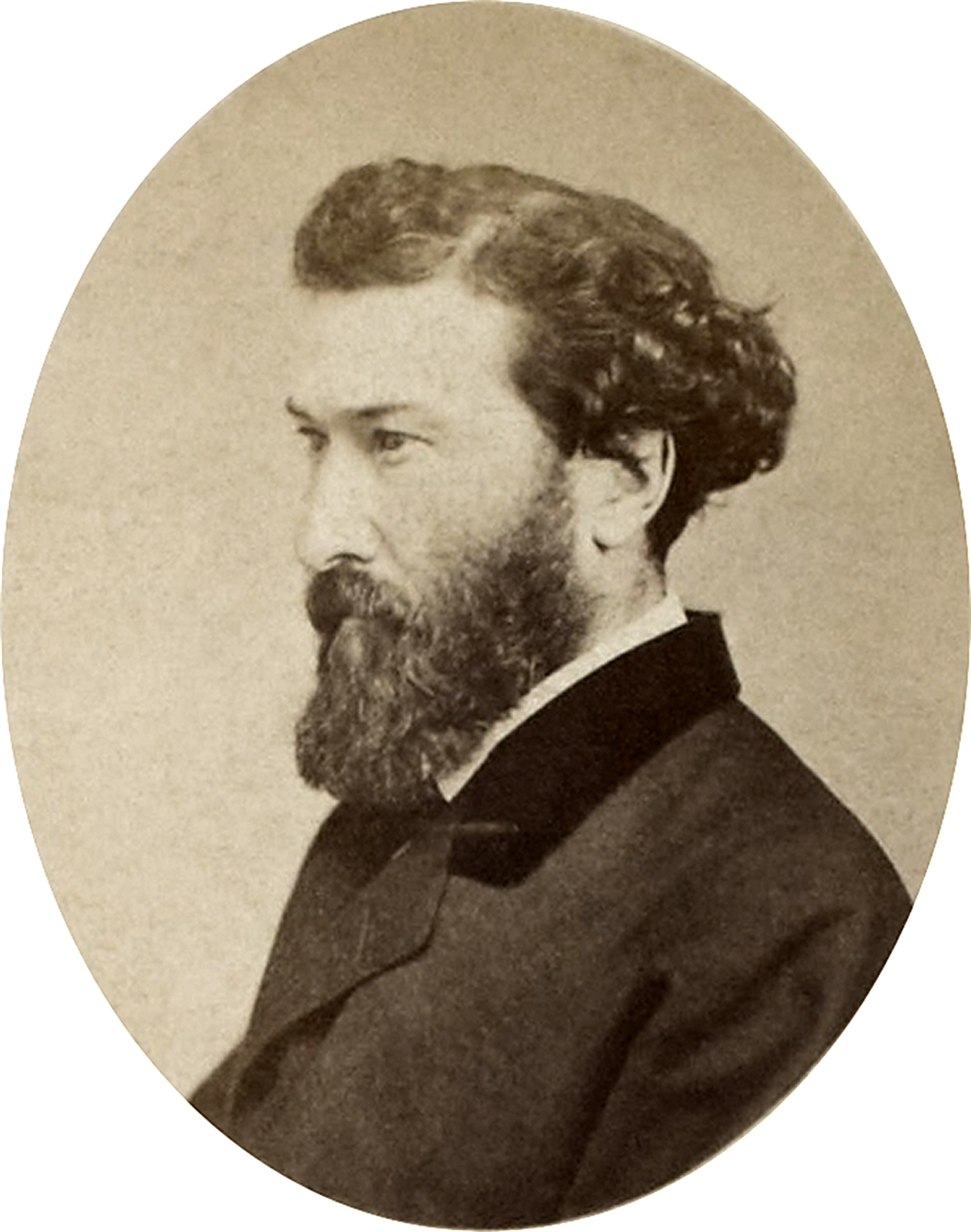
Émile Gaboriau

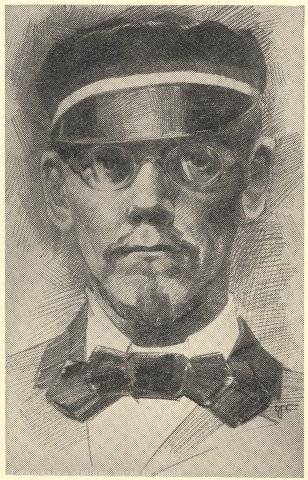
Juris Alunāns

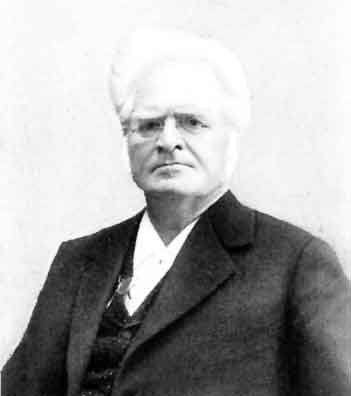
Bjørnstjerne Bjørnson

- Adam Mickiewicz Dziady című drámai költeményének harmadik része (korábbi kötetei 1823-ban jelentek meg)
- Nikolaus Lenau osztrák költő első verseskötete
- Johan Ludvig Runeberg, „a finnek svéd nyelvű nemzeti költőjé”-nek eposza: Elgskyttarne (Jávorszarvas-vadászok)[1]

### Dráma
- Néhány hónappal Goethe halála után megjelenik a Faust második része, melyen a költő 1825-től 1831-ig dolgozott (az első rész 1808-ban látott napvilágot)
- Victor Hugo drámája: Le roi s'amuse (A király mulat), bemutató és megjelenés
- Alfred de Vigny: Stello

### Magyar nyelven
- Megjelenik Fáy András "román"-ja: A Bélteky-ház (két kötet), az első magyar társadalmi regény
- Vörösmarty Mihály: A két szomszédvár, kiseposz négy énekben
- Kölcsey Ferenc munkái I. kötet. Versek. (Több kötet nem jelent meg)

## Születések
- január 27. – Lewis Carroll angol író, költő, matematikus († 1898)
- március 24. – Robert Hamerling osztrák költő († 1889)
- április 19. – José Echegaray y Eizaguirre Nobel-díjas (megosztva Frédéric Mistrallal) baszk származású spanyol drámaíró († 1916)
- május 13. – Juris Alunāns lett költő, nyelvújító, a lett irodalmi nyelv megteremtője († 1864)
- november 9. – Émile Gaboriau francia regény- és újságíró, a detektívregény megteremtője († 1873)
- november 29. – Louisa May Alcott amerikai írónő († 1888)
- december 8. – Bjørnstjerne Bjørnson Nobel-díjas norvég író, költő († 1910)

## Halálozások
- február 3. – George Crabbe angol költő (* 1754)
- március 22. – Johann Wolfgang von Goethe német költő, író, művészetteoretikus; a világirodalom klasszikusa (* 1749)
- szeptember 21. – Walter Scott skót költő, regényíró, az angol romantika kimagasló alakja (* 1771)